# 张鲁 (作曲家)
张鲁（1917年12月8日—2003年9月18日），男，河南洛阳人，中国作曲家，曾任黑龙江省文学艺术界联合会副主席，中国音乐家协会常务理事。

## 生平
张鲁是河南省洛阳市李村镇人。1938年6月赴延安在抗日军政大学学习，1939年3月加入中国共产党。1940年考入鲁迅艺术学院音乐系，开始音乐创作。1943年毕业于延安鲁艺音乐系。1940年代他与瞿维、马可合作的歌剧《白毛女》有重要影响。
1949年前曾任晋西北文联音乐部副部长、华北联合大学教员。1958年毕业于中央音乐学院干部进修班。1958年任中央歌舞团团长。1962年到黑龙江省歌舞团工作，任副团长。
1983年调到河北省过退休生活。
2003年在石家庄逝世，享年86岁。

## 社会兼职
- 黑龙江省文学艺术界联合会副主席
- 中国音乐家协会第三届常务理事、第四届理事

## 奖项和荣誉
2002年5月，获第二届中国音乐金钟奖荣誉奖和终身荣誉勋章。